# Perfect World
"Perfect World" é uma canção da banda estadunidense The Gossip. Foi lançado em 13 de março de 2012 como o primeiro single do quinto álbum de estúdio da banda, A Joyful Noise.

## Lista de faixas
| Download digital - Versão padrão |                 |         |  |
| N.º                              | Título          | Duração |  |
| 1.                               | "Perfect World" | 4:28    |  |

| Download digital - Edição britânica |                              |         |  |
| N.º                                 | Título                       | Duração |  |
| 1.                                  | "Perfect World" (Rádio Edit) | 3:46    |  |
| 2.                                  | "Perfect World"              | 4:28    |  |

## Desempenho nas paradas musicais
| Parada (2012)                                     | Melhor posição |
| ------------------------------------------------- | -------------- |
| Alemanha - Media Control AG                       | 13             |
| Áustria - Ö3 Austria Top 75                       | 16             |
| Bélgica - Ultratop 50 (Flanders)                  | 12             |
| Bélgica - Ultratop 40 (Valônia)                   | 16             |
| Estados Unidos - Hot Dance Club Songs (Billboard) | 8              |
| França - SNEP                                     | 27             |
| Suíça - Swiss Music Charts                        | 11             |

## Histórico de lançamento
| País        | Data                | Formato          |
| ----------- | ------------------- | ---------------- |
| Brasil      | 13 de março de 2012 | Download digital |
| Reino Unido | 4 de maio de 2012   | Download digital |